# Heemwerd

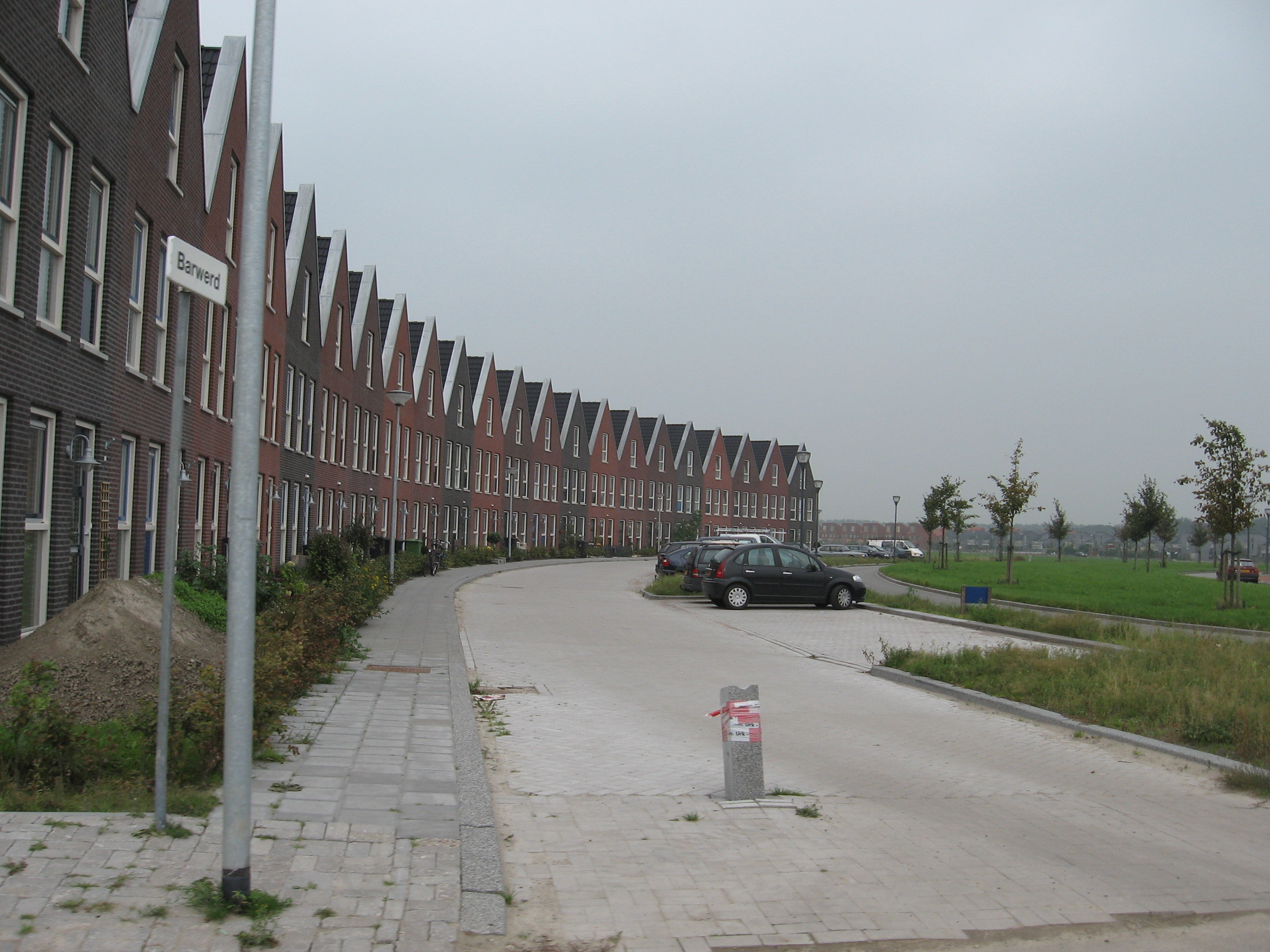
De Boog van Heemwerd

Heemwerd is het meest westelijke onderdeel van de wijk Reitdiep in het uiterste noordwesten van de stad Groningen. Het ligt tussen de Friesestraatweg, de Professor Uilkensweg en de Hogeweg. 
Opvallend detail aan de straatnamen is deze allemaal eindigen op "werd". Gekozen is daarbij voor wierden met geen of weinig bewoning om verwarring te voorkomen. In 2018 werd de buurt uitgebreid met nog een aantal straten die op -werd eindigen.
Het meest kenmerkende onderdeel wordt gevormd door de Boog van Heemwerd aan de weg Barnwerd (parallelweg van de Professor Uilkensweg).
Heemwerd was ook een voormalige onbehuisde wierde bij Wirdum (Groningen). Nauw verwant is de plaatsnaam Hemert, in de middeleeuwen ook wel Heemwerd genoemd, met dezelfde wortel -heem (huis).
1. ↑  Inclusief het A-kwartier, Academiekwartier, Bisschopskwartier en Ebbingekluft
2. ↑  Inclusief Ruskenveen
3. ↑  Euvelgunne en Roodehaan zijn onderdeel van de MEER-dorpen, maar vallen onder de wijk Zuidoost
4. ↑  Inclusief de subbuurten De Wierden (waaronder het bouwblok Heemwerd), Rietlanden en Reitdiephaven
5. ↑  Voorheen Korrewegwijk genoemd
6. ↑  Voorheen Korrewegbuurt genoemd